# Cabella Ligure
Cabella Ligure est une commune italienne de la province d'Alexandrie, dans la région Piémont.

## Administration
| Période                                  | Période | Identité | Étiquette | Qualité |
| ---------------------------------------- | ------- | -------- | --------- | ------- |
|                                          |         |          |           |         |
| Les données manquantes sont à compléter. |         |          |           |         |

### Hameaux
Centrassi, Casella, Pobbio Inf. e Pobbio Sup., Selvagnassi, Teo, Piuzzo, Cornareto, Rosano, Dovanelli, Cremonte, Piancerreto, Serasso, Dova Inferiore, Dova Superiore, Cosola, Capanne di Cosola, Guazzolo

### Communes limitrophes
Albera Ligure, Carrega Ligure, Fabbrica Curone, Mongiardino Ligure, Ottone, Rocchetta Ligure, Zerba